# Austrolimnius oblongus
Austrolimnius oblongus is een keversoort uit de familie beekkevers (Elmidae). De wetenschappelijke naam van de soort werd in 1933 gepubliceerd door Carter & Zeck. De soort komt voor in New South Wales (Australië).